# Albert Divo
Albert Divo, född 24 januari 1895 i Paris, död 19 september 1966 i Villars-sur-Ollon, Schweiz var en fransk racerförare. 
Divo arbetade som mekaniker innan han började med bilsport efter första världskriget. Sina största framgångar hade han under 1920-talet då han vann flera grand prix-lopp. Han vann även Targa Florio två gånger